# Julio Prieto
Julio Prieto Martín (Madrid, Comunidad de Madrid, España, 21 de noviembre de 1960) es un exfutbolista español. Jugaba de centrocampista.

## Trayectoria
- Atlético de Madrid, categorías inferiores.
- 1980-81 Atlético de Madrid
- 1981-82 CD Castellón, cedido.
- 1982-87 Atlético de Madrid
- 1987-90 Real Club Celta de Vigo
- 1990-91 Atlético de Madrid
- 1991-93 Club Polideportivo Mérida
- 1993-95 Talavera Club de Fútbol

## Palmarés
| Título       | Club               | País   | Año  |
| ------------ | ------------------ | ------ | ---- |
| Copa del Rey | Atlético de Madrid | España | 1985 |

| Título       | Club               | País   | Año  |
| ------------ | ------------------ | ------ | ---- |
| Copa del Rey | Atlético de Madrid | España | 1991 |